# Zsolt Kalmár
Zsolt Kalmár (* 9. června 1995, Győr, Maďarsko) je maďarský fotbalový záložník a reprezentant, hráč klubu RB Leipzig, od léta 2017 na hostování v DAC Dunajská Streda.

## Klubová kariéra
- Győri ETO FC (mládež)
- Győri ETO FC 2013–2014
- RB Leipzig 2014–
- →  FSV Frankfurt (hostování) 2016
- →  Brøndby IF (hostování) 2017
- →  DAC Dunajská Streda (hostování) 2017–

## Reprezentační kariéra
Zsolt Kalmár nastupoval v maďarských mládežnických reprezentacích U17, U18, U19, U20 a U21. Zúčastnil se domácího Mistrovství Evropy hráčů do 19 let 2014 a Mistrovství světa hráčů do 20 let 2015 na Novém Zélandu.
V A-mužstvu Maďarska debutoval 22. 5. 2014 v přátelském zápase v Debrecínu proti reprezentaci Dánska (remíza 2:2).